# Frederik Hoevenagel
Frederik Hubregt Hoevenagel (Middelburg, 22 april 1902 – Wageningen, 11 maart 1988) was een Nederlandse beeldhouwer en medailleur.

## Leven en werk
Frederik, ook vermeld als Fredrik en Frits, was een zoon van Frederik Joost Hoevenagel en Jacoba Johanna Brakman. Zijn vader was bakker in Middelburg, later woonde het gezin in Apeldoorn, waar vader graanhandelaar werd. Het was de verwachting dat Frederik in zijn vaders voetsporen zou volgen, hij koos voor een creatieve richting. Hij deed toelatingsexamen bij de Rijksakademie van beeldende kunsten in Amsterdam en werd toegelaten tot de beeldhouwklas van Jan Bronner,  als klasgenoot van Ien Hulshoff Pol, Truus van Someren Gréve en Pieter Starreveld.
In 1935 won hij de eerste prijs in de categorie Gedenkpenning, in een wedstrijd tijdens een jubileumexpositie van Kon. Nederl. Metaalbedrijven Van Kempen, Begeer en Vos in de Pulchri Studio, zijn ontwerp werd in zilver gegoten en uitgegeven.
Hoevenagel ontwierp ruim 25 penningen en diverse beeldhouwwerken. In 1938 had hij een in Amsterdam een duo-expositie met schilderes Bets Bayens, waar hij naast twee gevelstenen een eikenhouten kist toonde. Later dat jaar trouwde hij met beeldhouwster Anna Hermina Rutgers van der Loeff (1910-2007), die ook aan de Rijksakademie had gestudeerd en in 1936 de zilveren medaille bij de Prix de Rome had gewonnen. Het paar verhuisde naar de villa Lovenhage in Oosterbeek. Toen zij tijdens de Tweede Wereldoorlog werden geëvacueerd, werden huis en atelier geplunderd en gingen Hoevenagels ontwerpen verloren. In de jaren erna ontwierp hij een aantal oorlogsmonumenten. Zijn monument voor Nieuwe Pekela werd in januari 2018 gestolen. Hij was lid van de Nederlandse Kring van Beeldhouwers, waarmee hij ook exposeerde.
Frederik Hoevenagel overleed in 1988, op 85-jarige leeftijd.

## Werken (selectie)
- 1935: geboortepenning, naar aanleiding van een prijsvraag van 's Rijksmunt
- 1935: penning 100-jarig bestaan NV Kon. Ned. Edelmetaalbedrijven Van Kempen, Begeer en Vos
- 1935: erepenning voor het Rijkscollege voor de Lichamelijke Opvoeding
- 1937: gevelstenen voor boerderijen De Ruigtens en Kort en lang ambacht in De Biesbosch
- 1938: twaalf eikenhouten consoles (maanden van het jaar) voor 't Brouwerswapen aan het Rembrandtplein in Amsterdam
- 1939: Geestelijke herbewapening, tweede penning van de Vereniging voor Penningkunst
- 1941: borstbeeld van dr. Isaac Brevée aan de Doctor Brevéestraat in Oosterbeek
- 1942: bronzen plaquette van Sara Mansvelt, directrice van het Schild in Wolfheze[8]
- 1947: plaquette ter herinnering aan omgekomen medewerkers van de Verenigde Nederlandse Rubberfabrieken in Heveadorp
- 1949: oorlogsmonument Nieuwe Pekela
- 1952: oorlogsmonument Hellendoorn
- 1953: monument watersnood, bij ingang van begraafplaats, aan de Bogerdweg in Dreischor
- 1954: oorlogsmonument Oosterbeek
- 1954: erepenning van de gemeente Renkum
- 1962: erepenning voor de Van Verschuerstichting voor kinderzorg in het gebied Arnhem-Nijmegen

## Afbeeldingen

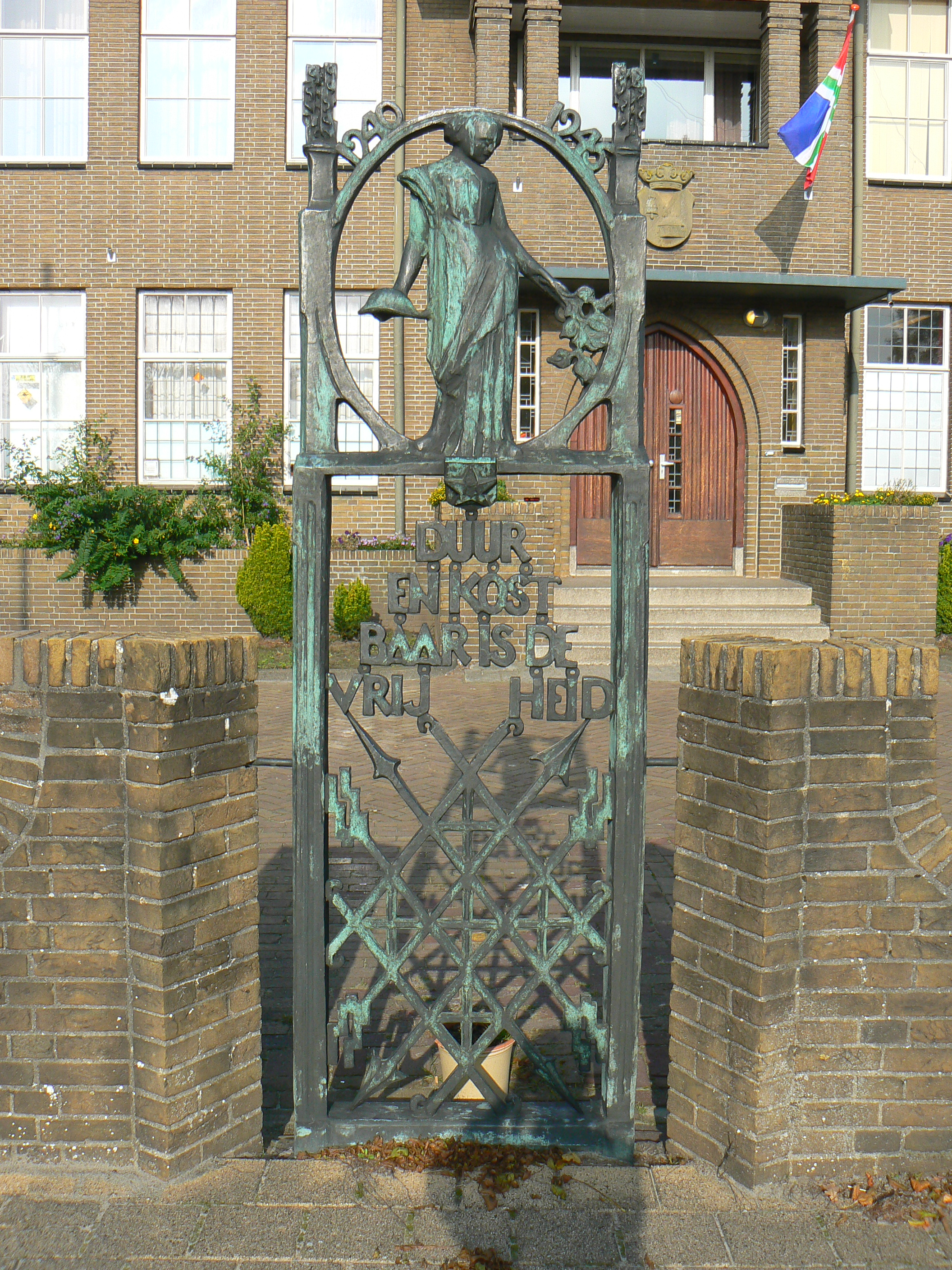
oorlogsmonument Nieuwe Pekela
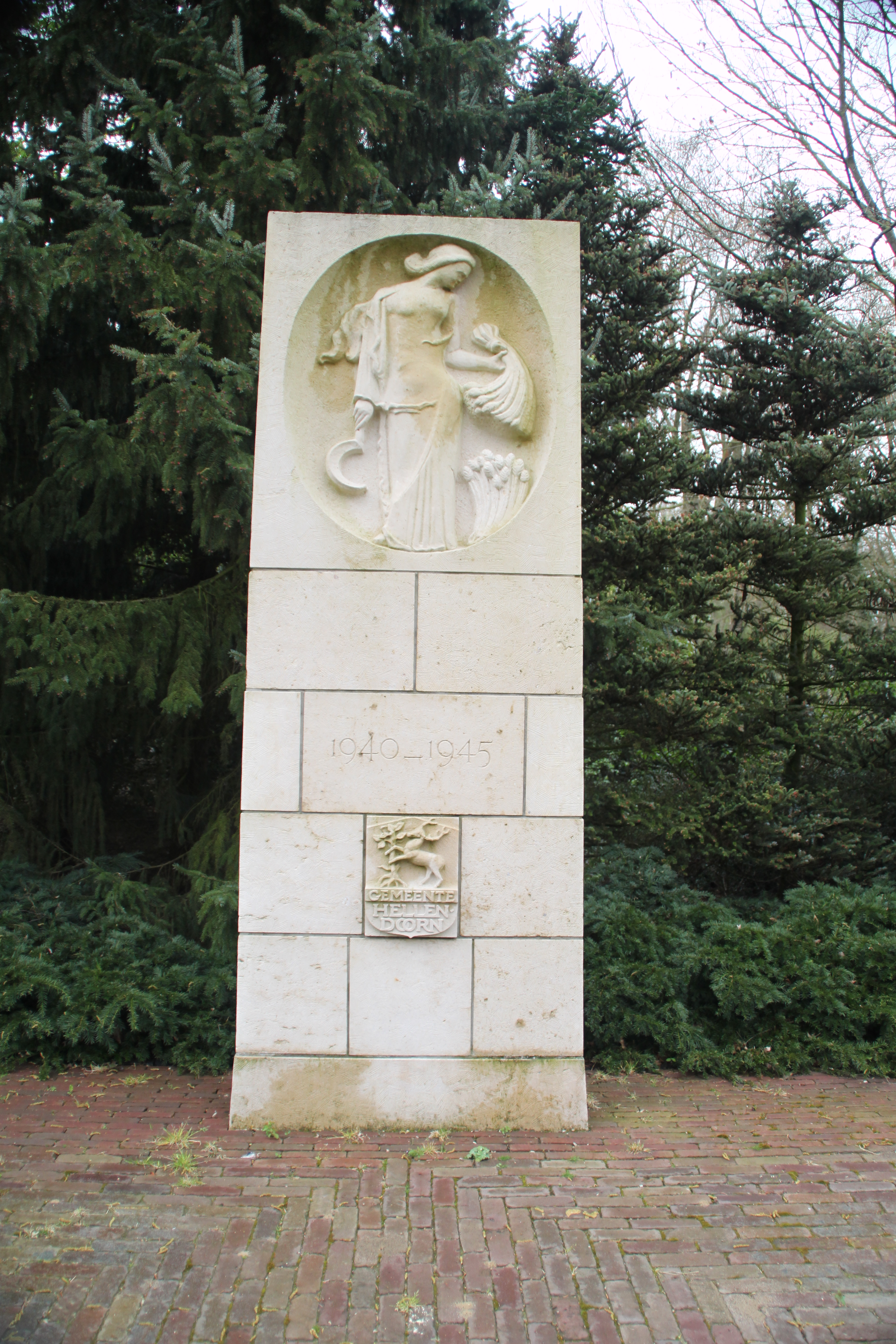
oorlogsmonument Hellendoorn
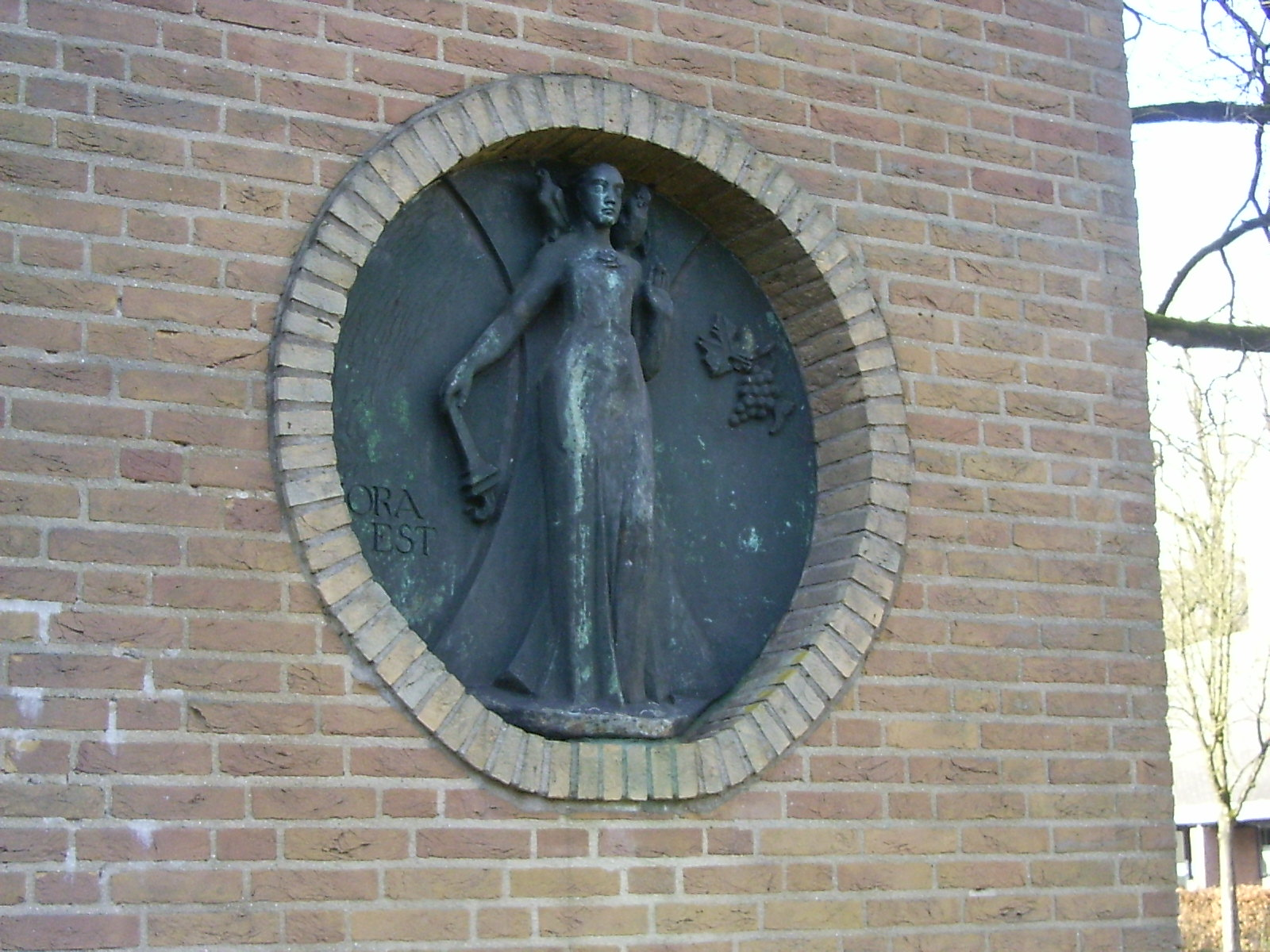
oorlogsmonument Oosterbeek
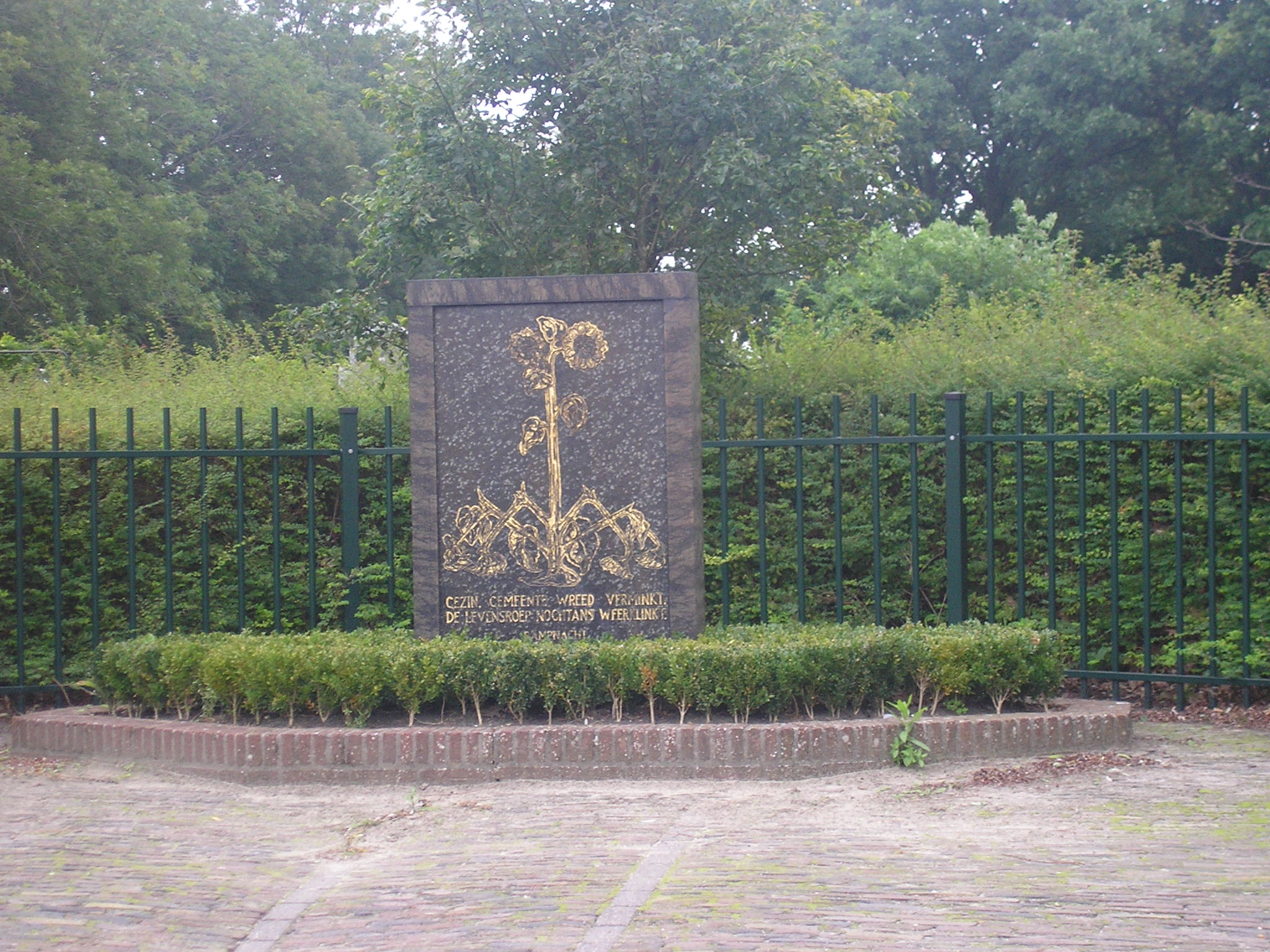
watersnoodmonument

- Biografisch Portaal: 74091547
- RKD-Nederlands Instituut voor Kunstgeschiedenis: 111490